# Jurij Żukow
Jurij (Gieorgij) Aleksandrowicz Żukow (ros. Ю́рий (Геóргий) Алекса́ндрович Жу́ков, ur. 10 kwietnia?/23 kwietnia 1908 w Ałmaznej, zm. 2 czerwca 1991 w Moskwie) – radziecki dziennikarz, tłumacz i polityk, Bohater Pracy Socjalistycznej (1978).

## Życiorys
Od 1926 był pomocnikiem maszynisty i mechanikiem w Lgowie, w latach 1927–1931 pracownikiem literackim i kierownikiem działu „Ługańskiej Prawdy” i „Komsomolca Ukrainy”, w 1932 ukończył Moskiewski Instytut Autotraktorowy i został inżynierem konstruktorem w fabryce samochodów w Gorkim (obecnie Niżny Nowogród). Od 1932 pracownik „Komsomolskiej Prawdy”, m.in. kierownik działu, w latach 1938–1940 korespondent „Naszej Strany”, 1940–1941 kierownik działu „Nowego Miru”, 1941–1946 członek kolegium redakcyjnego „Komsomolskiej Prawdy”. Od 1943 członek WKP(b), w latach 1946–1957 pracownik redakcji „Prawdy” – zastępca sekretarza odpowiedzialnego, sprawozdawca (1946–1948), korespondent we Francji (1948–1952), zastępca redaktora naczelnego (wrzesień 1952 – marzec 1957). Następnie, od marca 1957 do kwietnia 1962 przewodniczący Państwowego Komitetu Rady Ministrów (1957-1960: przy Radzie Ministrów) ZSRR ds. kontaktów kulturowych z zagranicą, później sprawozdawca polityczny „Prawdy”, jednocześnie w latach 1962–1982 zastępca przewodniczącego, a 1982–1987 przewodniczący Radzieckiego Komitetu Obrony Pokoju. Od 1958 członek zarządu, a w latach 1968–1991 prezydent Stowarzyszenia „ZSRR – Francja”, od 1972 prowadził autorski program telewizyjny na Kanale 1 Telewizji Centralnej, od 1988 na emeryturze. Od 25 lutego 1956 do 24 lutego 1976 członek Centralnej Komisji Rewizyjnej KPZR, od 5 marca 1976 do 25 kwietnia 1989 zastępca członka KC KPZR. Pochowany na Cmentarzu Trojekurowskim.

## Odznaczenia i nagrody
- Złoty Medal „Sierp i Młot” Bohatera Pracy Socjalistycznej (21 kwietnia 1978)
- Order Lenina (dwukrotnie – 4 maja 1962 i 21 kwietnia 1978)
- Order Rewolucji Październikowej (22 kwietnia 1983)
- Order Czerwonego Sztandaru Pracy (dwukrotnie – 23 kwietnia 1958 i 23 maja 1968)
- Order Przyjaźni Narodów (22 kwietnia 1988)
- Order Czerwonej Gwiazdy (13 kwietnia 1946)
- Nagroda Leninowska (1960)

i medale.